# Białe Miasto (Tel Awiw)

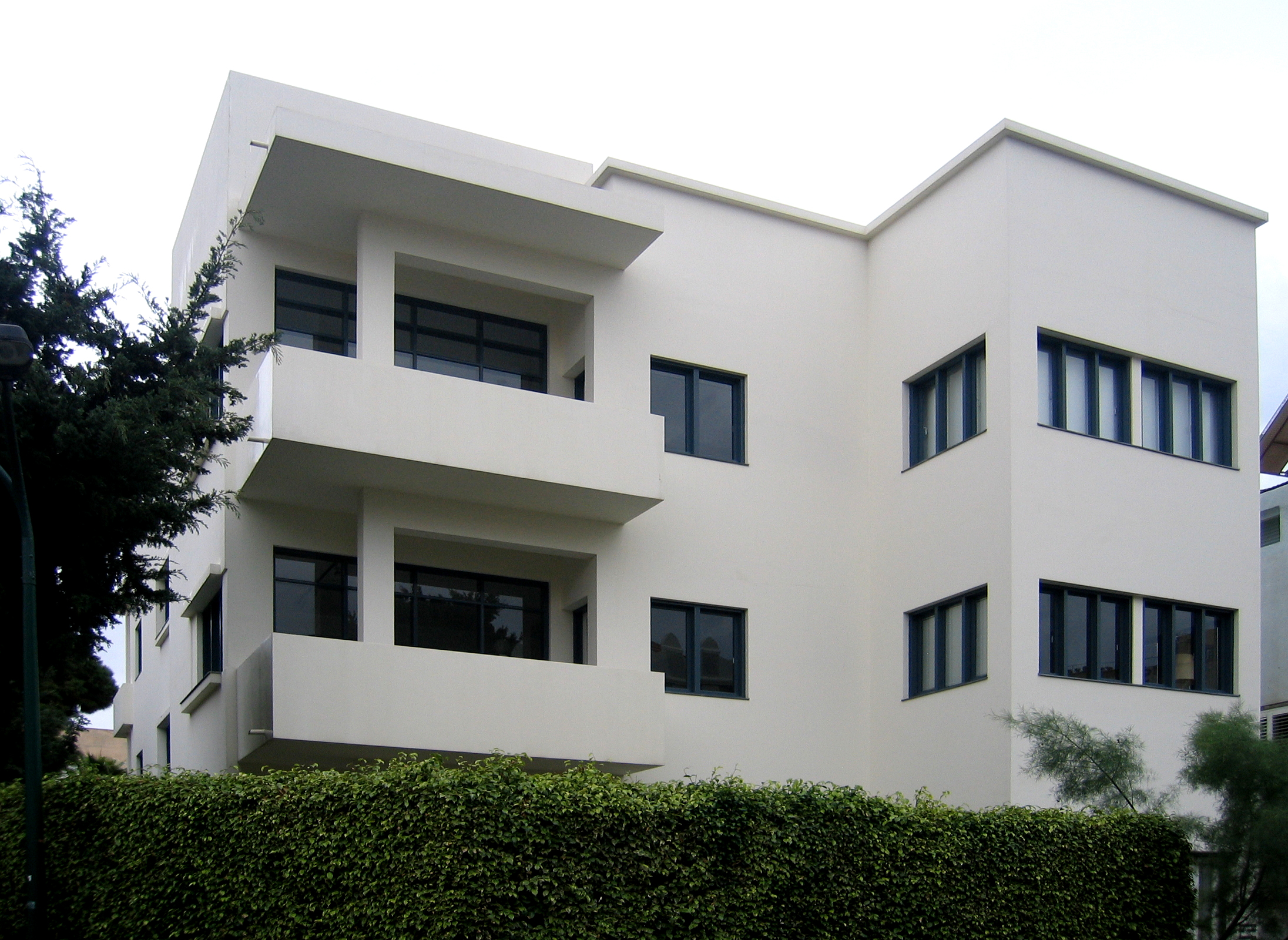
Muzeum Bauhausu w Tel Awiwie

Białe Miasto (hebr. העיר הלבנה, Ha-Ir HaLevana) odnosi się do zgrupowania prawie 4 tys. budynków wzniesionych w stylu Bauhaus i międzynarodowym w mieście Tel Awiwie w Izraelu. Zostały one wybudowane w latach 30. XX wieku przez żydowskich architektów, którzy uciekli do Palestyny z nazistowskich Niemiec. W Tel Awiwie znajduje się największa na świecie liczba budynków wybudowanych w tym stylu. Zespół miejski Białego Miasta Tel Awiwu został umieszczony w 2003 na Liście światowego dziedzictwa UNESCO, "wybijający się przykład planowania nowego miasta i architektury z wczesnego wieku XX, adaptowany do wymogów konkretnego kulturowego i geograficznego kontekstu".

## Historia
Tel Awiw został założony przez Żydów, którzy uciekając od ciasnoty i fatalnych warunków sanitarnych panujących w arabskiej Jaffie założyli pośród wydm dwa nieduże osiedla mieszkaniowe: Neve Tzadek (1886) i Neve Shalom (1890). Ich ambicją stało się stworzenie dużego miasta. Do stworzenia projektu zaproszono kilku urbanistów, którzy mieli wzorować się na angielskim mieście-ogrodzie. Ostatecznie wybrano rozwiązanie zaproponowane przez prof. Borisa Schatza.
Wczesna zabudowa Tel Awiwu składała się w większości z jednopiętrowych domów z dachami z czerwoną dachówką (wzniesionych w europejskim stylu). Pierwsze osiedle Neve Tzadek składało się z dwupiętrowych domów wzniesionych z piaskowca. Szybki wzrost populacji miasta na początku XX wieku wymusił nieco chaotyczny rozwój miasta. Na przykład Allenby St., planowaną jako główną arterię w mieście biegnącą na osi północ-południe, skierowano w stronę wybrzeża tylko po to, aby ułatwić dojazd do nadmorskich kawiarenek. W 1925 Patrick Geddes stworzył generalny plan rozbudowy miasta, oparty na strukturze nowoczesnych tras komunikacyjnych i zielonych bulwarów. Plan przyjęła w 1925 Rada Miejska pod przewodnictwem Meira Dizengoffa. Dwu i trzypiętrowe budynki wkomponowano wówczas w otoczenie zielonych bulwarów i publicznych parków. By zadośćuczynić symbolice żydowskiej, nową dzielnicę Neve Shanan zaprojektowano w kształcie siedmioramiennej menory.
W latach 20. i 30. do Palestyny napłynęli liczni żydowscy architekci, którzy uciekali z hitlerowskich Niemiec. Budynki przez nich zaprojektowane wzniesiono zgodnie z zasadami architektury szkoły Bauhaus i architekta Le Corbusiera. Obecnie w mieście znajduje się ponad 4 tys. budynków, wybudowanych w stylu Bauhaus.

## Turystyka
Centrum Bauhaus organizuje dwa razy w tygodniu wycieczki z przewodnikiem, podczas których można poznać zabytki oraz architekturę Białego Miasta.